# Stéphane Just
Stéphane Just (París, 13 de agosto de 1921 - París, 12 de agosto de 1997) fue un dirigente trotskista francés. 
Hijo de Claude Just, sastre artesano, uno de los dirigentes de la izquierda de la SFIO (Partido Socialista) en los años treinta.
Únicamente cursó estudios primarios y empezó a trabajar a la edad de trece años. Antes de la guerra su vida profesional fue bastante precaria, ejerciendo trabajos muy diversos como empleado en una ferretería, aprendiz de sastre , obrero agrícola , etc . Entró en contacto con el movimiento obrero muy joven, especialmente con las Juventudes Socialistas, por intermedio de su padre, aunque sin afiliarse inicialmente a ninguna organización.
Reclutado por los ocupantes nazis para el servicio de trabajo obligatorio en Alemania durante 1943-1945, se organizó con militantes trotskistas franceses en la fábrica de Daimler de Berlín.
En 1947, Stéphane Just se incorporó a las Juventudes Socialistas del Sena  y al mismo tiempo al Parti Communiste Internationaliste, la sección francesa de la IV Internacional trotskista. Desde junio de 1947, tras ser disuelta la dirección de las JS por la dirección de la SFIO, militó exclusivamente en el PCI y entró a formar parte del comité central de este partido.
Ese mismo año, fue uno de los líderes de la huelga de la RATP, en la que intervino para extenderla al conjunto de los ferrocarriles de Francia, lo que le enfrentó con la dirección de la CGT, a la que acababa de afiliarse, y la represalia de ser trasladado desde el taller de mantenimiento donde trabajaba hasta el almacén de ropa.
Peón en la RATP y obrero electricista cualificado de esa empresa desde 1957, intervino activamente contra la división de la CGT. En 1950 fue excluido de la confederación dominada por el PCF acusado de “actividades fraccionales” y “titismo”(seguidor de Tito). A partir de entonces se dedicó de pleno al desarrollo del PCI y no volvió a afiliarse sindicalmente hasta 1976, cuando se incorporó a Force Ouvrière. 

## El revisionismo pablista
Durante la crisis de la Cuarta Internacional en 1951-1953, fue uno de los adversarios de la dirección internacional encabezada por Raptis(Pablo) y apoyó a la dirección del partido francés en su posición contraria al entrismo en los partidos estalinistas y a considerar a la burocracia del Kremlim como sustituta de la dirección revolucionaria del proletariado. Tras la expulsión de la IV Internacional de la mayoría del PCI, entró en el Buró Político de la organización.
Candidato en 1947 en las elecciones municipales, lo sería después en las legislativas de 1951 y el único portavoz del trotskismo en las de 1967. 
Agitador y organizador en su trabajo, fue, al mismo tiempo y bajo diversos alias, uno de los principales redactores del semanario La Verité a partir de 1953. Sus artículos (más de un centenar) exploraron toda la actualidad política, tanto nacional como mundial. Fue él quien redactó casi todos los artículos de fondo de septiembre de 1955 a marzo de 1956, y las consignas esenciales del Parti Communiste Internationaliste se debieron muy a menudo a su aportación: “Comité Nacional de Huelga , Gobierno de Unidad Obrera, Plan de Producción”, durante la huelga general de agosto de 1953; “Gobierno de las organizaciones obreras unidas” cuando la derrota francesa de Dien Bien Phu (Vietnam); “Manifestación central ante el Palacio Borbón [sede del Parlamento francés]" durante el movimiento de los reservistas en 1956. Fue uno de los cuatro dirigentes trotskistas encausados por la justicia militar en 1957 por sus artículos contra la guerra del imperialismo francés en Argelia.

## La lucha por la reconstrucción de la IV Internacional
Los años 60 fueron de trabajos de reconstrucción del grupo y de la IV Internacional, rota en dos grandes fracciones desde 1953. Así, en 1965, se constituyó la Organisation Communiste Internationaliste (OCI) como continuadora del antiguo Parti Communiste Internationaliste y de la que, junto a Pierre Lambert, Just fue un incontestable dirigente y teórico, al tiempo que mantenía su condición de dirigente obrero reconocido de la RATP. 
En esta etapa, se convirtió en la punta de lanza de la defensa del trotskismo contra los pablistas, a los que consideraba liquidadores de la IV Internacional y guarda flancos de los aparatos burocráticos. Alimentó a La Verité, el órgano teórico de la OCI, con polémicas y artículos de fondo necesarios para este controversia, como también sobre los problemas de estrategia y táctica y sobre el análisis económico del imperialismo.
Sus dos obras capitales en esta vertiente (Défense du trotskysme , La Vérité números 530-531, 1965 y Défense du trotskysme 2. Révisionisme liquidateur contre trotskysme, SELIO, 1971) quedan como ejemplo de polémica y análisis en defensa del marxismo. Paralelamente, fue uno de los principales dirigentes de las instancias internacionales que se sucedieron para reagrupar a las organizaciones y partidos que se comprometían a escala mundial en la vía de la reconstrucción de la IV Internacional: Comité Internacional, del que fue designado secretario en 1966 hasta 1972, CORCI, IVª Internacional-(CIR)... 
Al mismo tiempo, se mantuvo en primera línea de los combates de clase, como en 1963 durante la huelga de los mineros. En
1968 se confió a su talento de tribuno la tarea de lanzar (el 10 de mayo en el mitin de la Federación de Estudiantes
Revolucionarios) la consigna que concretaba la línea de la OCI para el levantamiento de toda la clase obrera, hacia
la huelga general: “¡500.000 trabajadores al barrio latino!”
El peso de Stéphane Just en la dirección de la organización trotskista en Francia fue considerable y a menudo determinante
a partir de 1965. Este fue el caso, en particular, por su inquietud en dotarla de un programa que concretara, para la situación francesa, el método y consignas del programa de transición. Fue él quien redactó el programa electoral que defendió en las legislativas, el Manifiesto de la OCI en vísperas de mayo de 1968 (Le Manifeste de l’Organisation communiste Internationaliste, La Vérité nº 541, avril-mai 1968) y su programa de acción en 1973. Igualmente en lo que atañe a la puesta al día permanentemente de cuestiones relativas al Frente Único y la perspectiva del gobierno obrero, al que consagró un folleto en 1971 (Le Gouvernement ouvrier et paysan, AJS, 1971). En relación con esta cuestión, fue el autor esencial en 1977 de un libro sobre los Frentes Populares ( Fronts populaires d'hier et d'aujourd'hui). El denominador común de todas estas intervenciones y escritos, de forma expresa o subyacente, fue la voluntad de construcción del partido revolucionario dirigente del proletariado, en Francia y a nivel internacional.

## La resistencia frente al oportunismo lambertista
A partir de fines de los años setenta empezó a distanciarse de la evolución que llevaba a la dirección lambertista de la OCI, ya que en su opinión derivaba hacia pràcticas oportunistas y burocráticas. En 1979, a raíz del “affaire Berg”, fue él quien levantó la tapa que ocultaba el desarrollo de corruptelas en el seno del mini-aparato burocrático de la organización.
Ya en 1980 su nombre quedó descartado de las publicaciones internacionales y La Verité, de la que había sido redactor jefe toda la década anterior, no volvió a aparecer durante un tiempo. Su creciente oposición a las manifestaciones de una línea liquidadora del PCI como organización trotskista (capitulación ante el Frente Popular-Union de la Gauche, subordinación a los intereses del aparato Force Ouvrière [central sindical francesa de orientación socialdemócrata], abandono de la construcción de un partido obrero revolucionario) se circunscribió, no obstante, al nivel de dirección.
En 1981, Just entra ya en conflicto político abierto y público con Pierre Lambert en particular sobre la “línea de la democracia” diseñada en sustitución del programa bolchevique de acción anticapitalista centrado en el eje del gobierno obrero. Just analizó que el revisionismo se apoderó de la dirección del PCI (antigua OCI), arrastrando con ella a las otras organizaciones de su agrupación internacional. Consideró que la causa última de la degeneración fue la adaptación progresiva a la política de las direcciones traidoras del movimiento obrero, especialmente a la de Force Ouvrière. 
Cuando en 1983-1984 Lambert desarrolla hasta los límites la "línea de la democracia " con la propuesta de disolución del PCI en un "Partido de los Trabajadores ", Just ve en ello una renuncia a la lucha por el socialismo y por el Partido Revolucionario. Ya en esa controversia, en medio de una organización fuertemente burocratizada bajo el puño de hierro de Lambert, Stéphane Just se opone de manera frontal a que la fracción de enseñantes del PCI, que animó desde finales de los años 60 la corriente Front Unique ouvrier en el seno del sindicato unificado de la enseñanza FEN, abandone la propia FEN para crear sindicatos del sector afiliados a Force Ouvrière. 
Sin embargo, en pleno combate político fue expulsado durante un Congreso nacional, junto con otros militantes, bajo el pretexto de haberse negado a aceptar la exclusión de un militante acusado de haber deformado las propuestas de un responsable del PCI. El militante en cuestión era Serge Goudard, uno de los más firmes oponentes a la creación del sindicato divisor de FO en la enseñanza.

## El Comité pour la construction du Parti ouvrier révolutionnaire, la international ouvrière revolutionnaire
A partir de ese momento, con los camaradas que compartían sus posiciones, Just lideró la constitución del "Comité para el enderezamiento político y organizativo del PCI, por la reconstrucción de la IV Internacional ", que editaba el boletín Combattre pour le Socialisme. 
El Comité, en 1991, ante la liquidación política y organizativa definitiva del PCI en un PT adaptado a la política de la burocracia sindical de Force Ouvrière, da por finalizadas las posibilidades de reconstrucción de la IV Internacional y se convierte en "Comité pour la construction du Parti ouvrier révolutionnaire, la international ouvrière revolutionnaire".
Aún debilitado por una dolorosa enfermedad pulmonar y hasta su muerte en 1997, Stéphane Just concentró todas sus fuerzas en el desarrollo de este Comité, fiel al legado de la III Internacional de Lenin y Trotsky  de la IV Internacional antes de su dislocación y destrucción, con el objetivo declarado de promover la revolución proletaria a nivel mundial y la construcción de la sociedad socialista sobre los escombros del capitalismo actual.

## Escritos
- 1969: Estalinismo e izquierdismo
- 1971: El gobierno Obrero y Campesino
- 1972: Materiales para la Conferencia Nacional de Militantes por el Gobierno Obrero
- 1972: Prefacio a "Los sindicatos en la era de la decadencia imperialista"
- 1973: Prefacio a "Los marxistas contra la autogestión", 1973
- 1981: "Su contenido real es la dictadura del proletariado" (Acerca de la Asamblea Constituyente polaca)
- 1981: La revolución política en la URSS y en Europa del Este y Nuevos elementos para un informe sobre la revolución política
- 1982: Contribución para la Conferencia Mundial (I y II): La revolución política en la URSS y en la Europa del Este; Nuevos elementos para un informe sobre la revolución política
- 1983: Marx y las crisis del modo de producción capiltalista
- 1984: ¿Donde está y hacia donde va la dirección del P.C.I.?
- 1984: Contribución a la discusión sobre: Cómo el revisionismo se apoderó del la dirección del P.C.I.
- 1985: Los sindicatos, la crisis del imperialismo y el nuevo periodo de la revolución proletaria
- 1986: Contribución a la preparación del XXXI congreso del PCI
- 1987: Caracas: en peligro la existencia de IVª Internacional – CIR
- 1991: A propósito de dos “Conferencias Mundiales”
- 1992: Del oportunismo… al revisionismo… al liquidacionismo
- 1996: Sobre "la mundialización del capital"
- 1996: Una nueva perspectiva
- 1996: Las bases económicas del marxismo

## Sitios web de que se reivindican del legado político del Comité de S. Just
- Germinal- en defensa del marxismo. Estado español
- Groupe Marxiste Internationaliste (Francia)
- Groupe pour la construction du parti ouvrier revolutionnaire, la construction de l'internationale ouvrière revolutionnaire (Francia)
- Comité pour la construction du parti ouvrier revolutionnaire, la construction de l'internationale ouvrière revolutionnaire (Francia)
- Combate Pelo Socialismo (Brasil)